# Archaster typicus
Archaster typicus is een zeester uit de familie Archasteridae.
De wetenschappelijke naam van de soort werd in 1840 gepubliceerd door Johannes Peter Müller & Franz Hermann Troschel.